# حفاظت حیات وحش

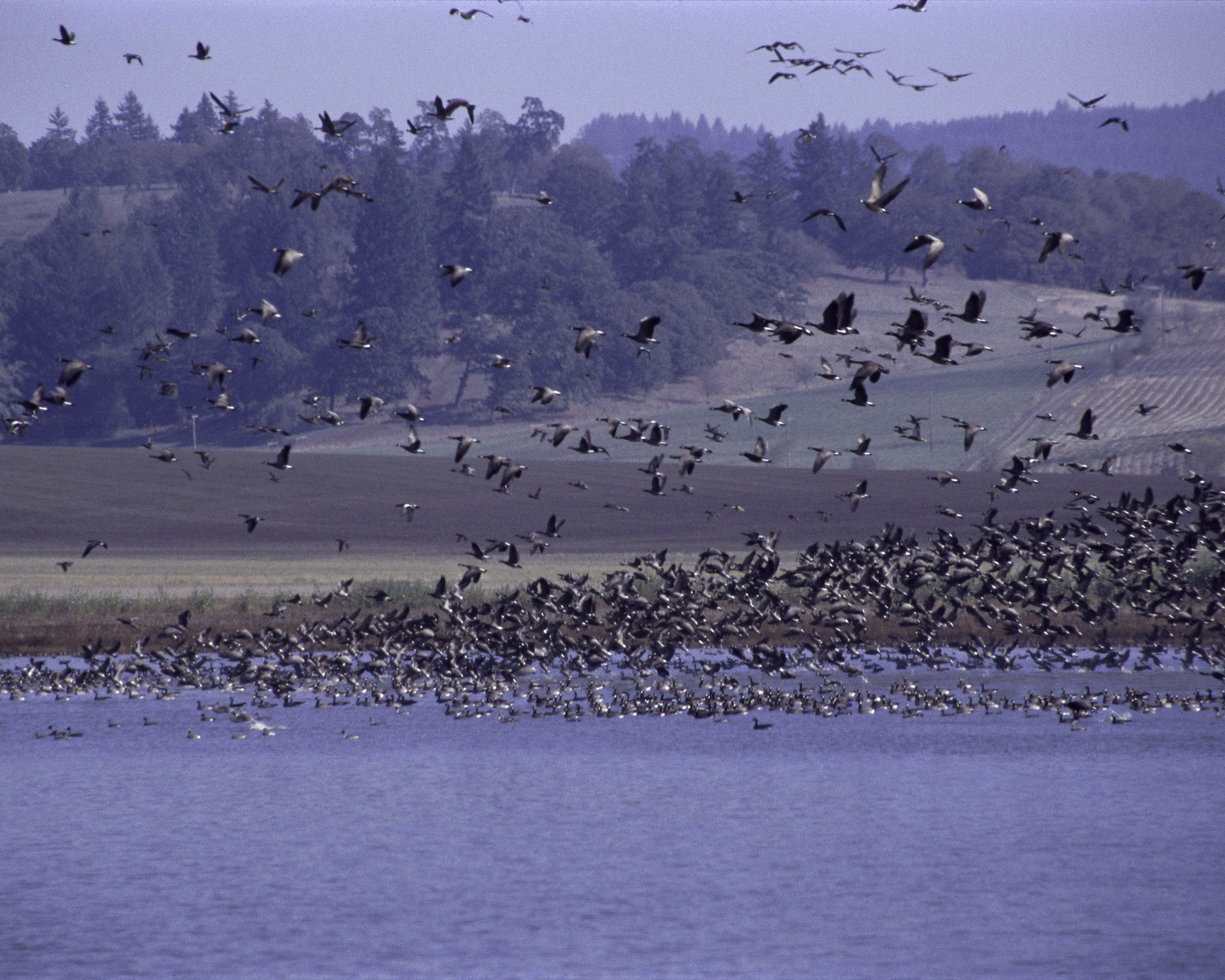
پناهگاه حیات وحش Ankeny در اورگن.

حفاظت حیات وحش (به انگلیسی: Wildlife conservation) به کار حفاظت از گونه‌های وحشی و زیستگاه‌های آنها به منظور حفظ گونه‌ها یا جمعیت‌های حیات وحش سالم و بازسازی، حفاظت یا تقویت اکوسیستم‌های طبیعی اشاره دارد. تهدیدهای عمده برای حیات وحش شامل تخریب زیستگاه، تخریب، گسستگی (تکه‌تکه شدن)، بهره‌برداری بی‌رویه، شکار غیرقانونی، آلودگی و تغییرات آب و هوایی است. IUCN تخمین می‌زند که ۲۷۰۰۰ گونه از گونه‌های ارزیابی‌شده در معرض خطر انقراض هستند. گزارش سال ۲۰۱۹ سازمان ملل در مورد تنوع زیستی، با گسترش به همه گونه‌های موجود، این تخمین را حتی بیشتر از یک میلیون گونه نشان می‌دهد. همچنین اذعان می‌شود که تعداد فزاینده‌ای از اکوسیستم‌های روی زمین حاوی گونه‌های در حال انقراض در حال ناپدید شدن هستند. برای رسیدگی به این مسائل، تلاش‌های ملی و بین‌المللی دولتی برای حفظ حیات وحش زمین صورت گرفته‌است. موافقت‌نامه‌های حفاظتی برجسته شامل کنوانسیون ۱۹۷۳ در مورد تجارت بین‌المللی گونه‌های در معرض خطر جانوران و گیاهان وحشی (CITES) و کنوانسیون ۱۹۹۲ در مورد تنوع زیستی (CBD) است. همچنین چندین سازمان غیردولتی (NGO) وجود دارند که به حفاظت از طبیعت اختصاص داده شده‌اند، مانند Nature Conservancy، صندوق جهانی طبیعت، و سازمان بین‌المللی حفاظت.

## نگارخانه

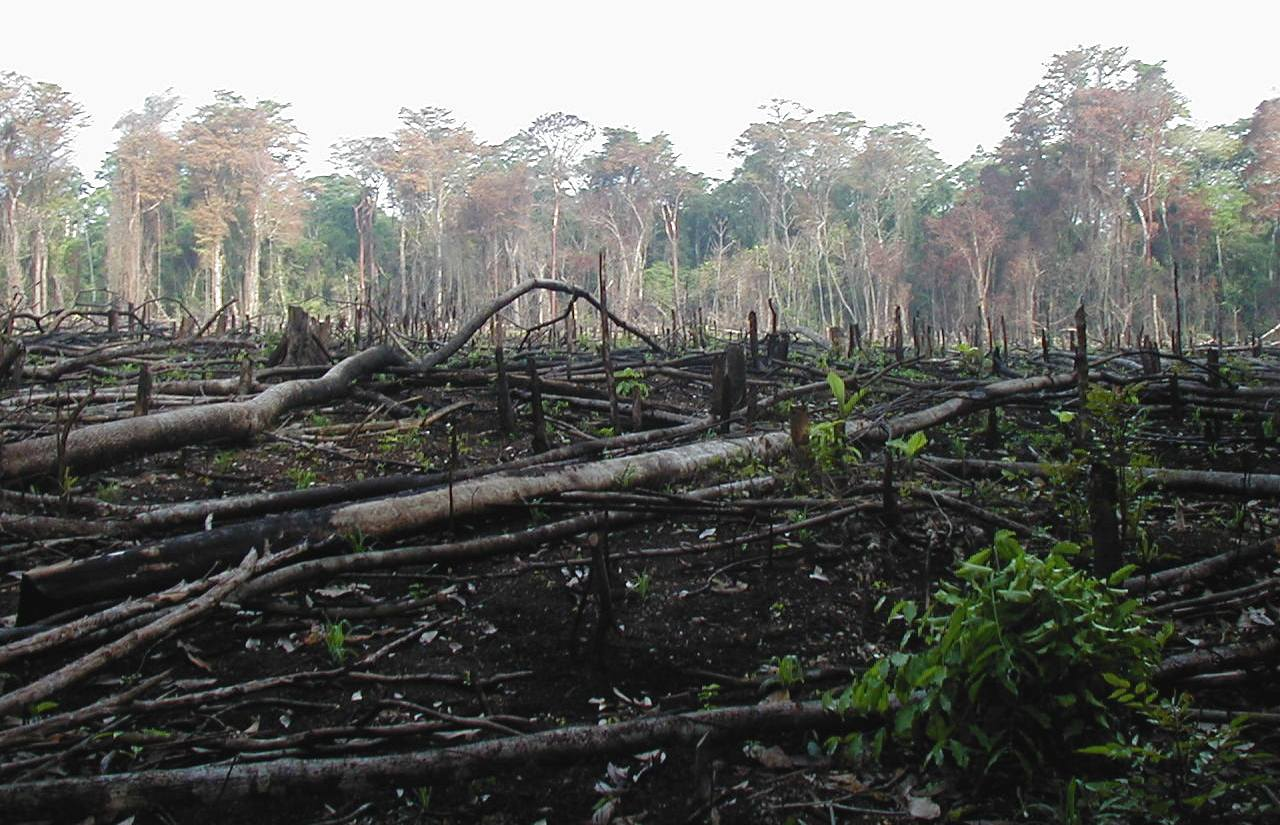
جنگلی که برای کشاورزی در جنوب مکزیک سوخته‌است.
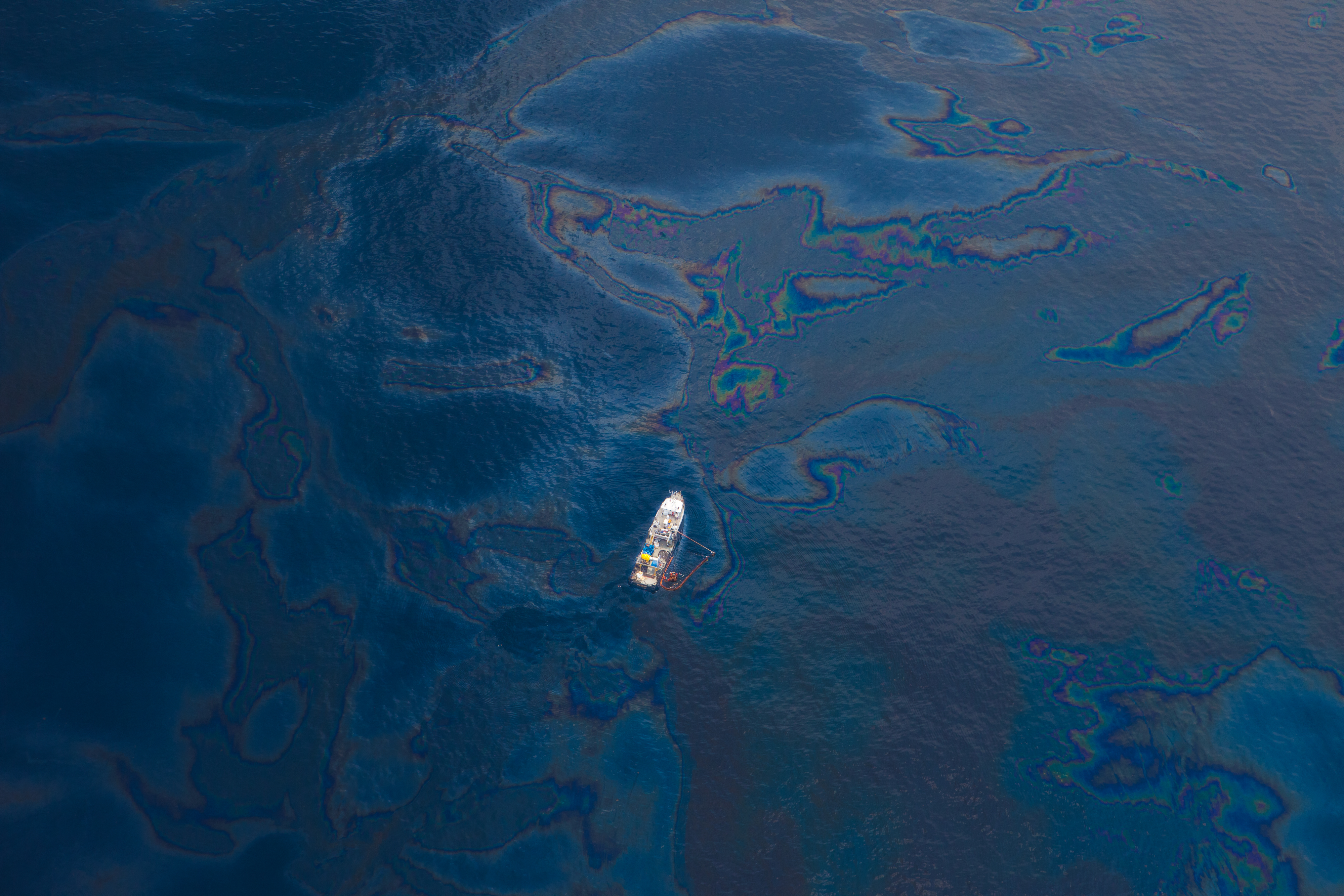
نمای هوایی از نشت لکه نفت BP Deepwater Horizon در سال ۲۰۱۰.
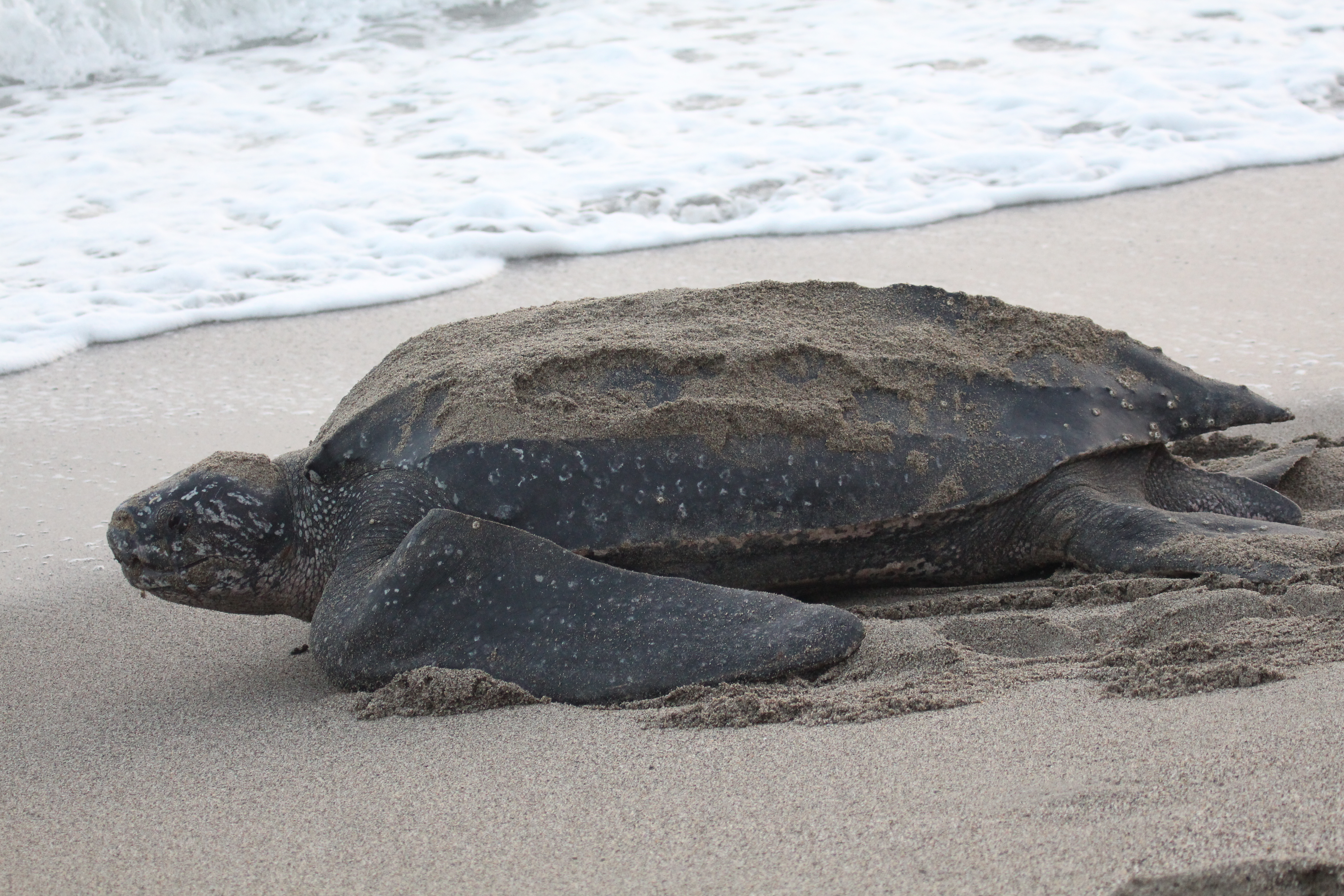
لاک‌پشت دریایی پشت‌چرمی (Dermochelys coriacea)
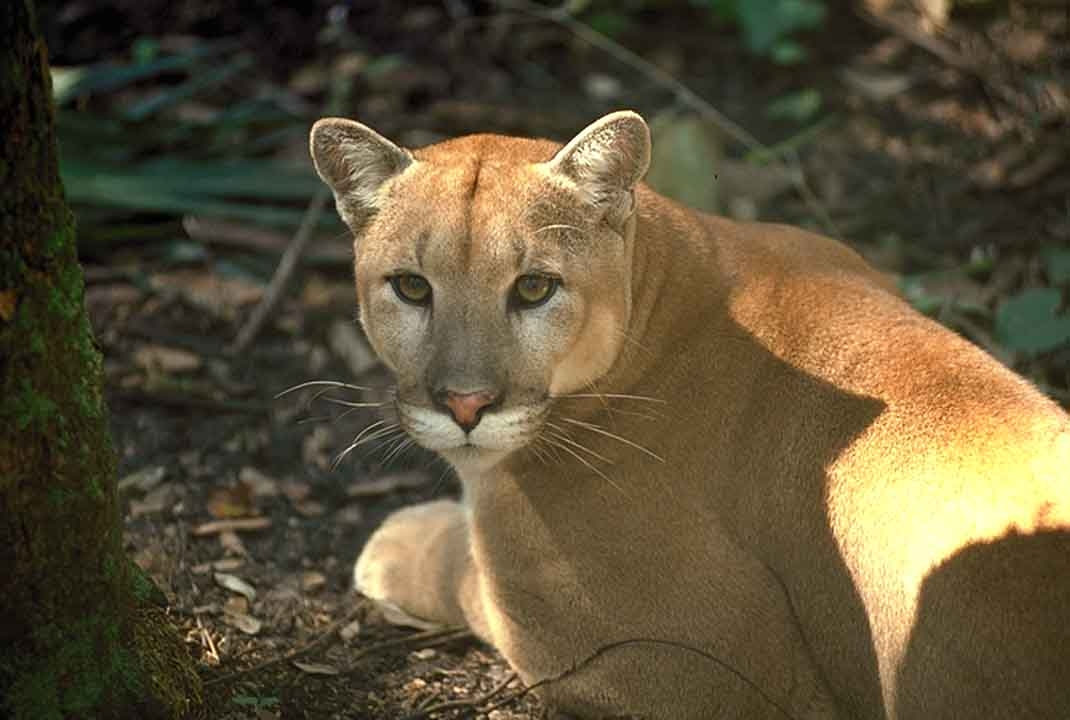
شیر کوهی فلوریدا (Puma concolor coryi)
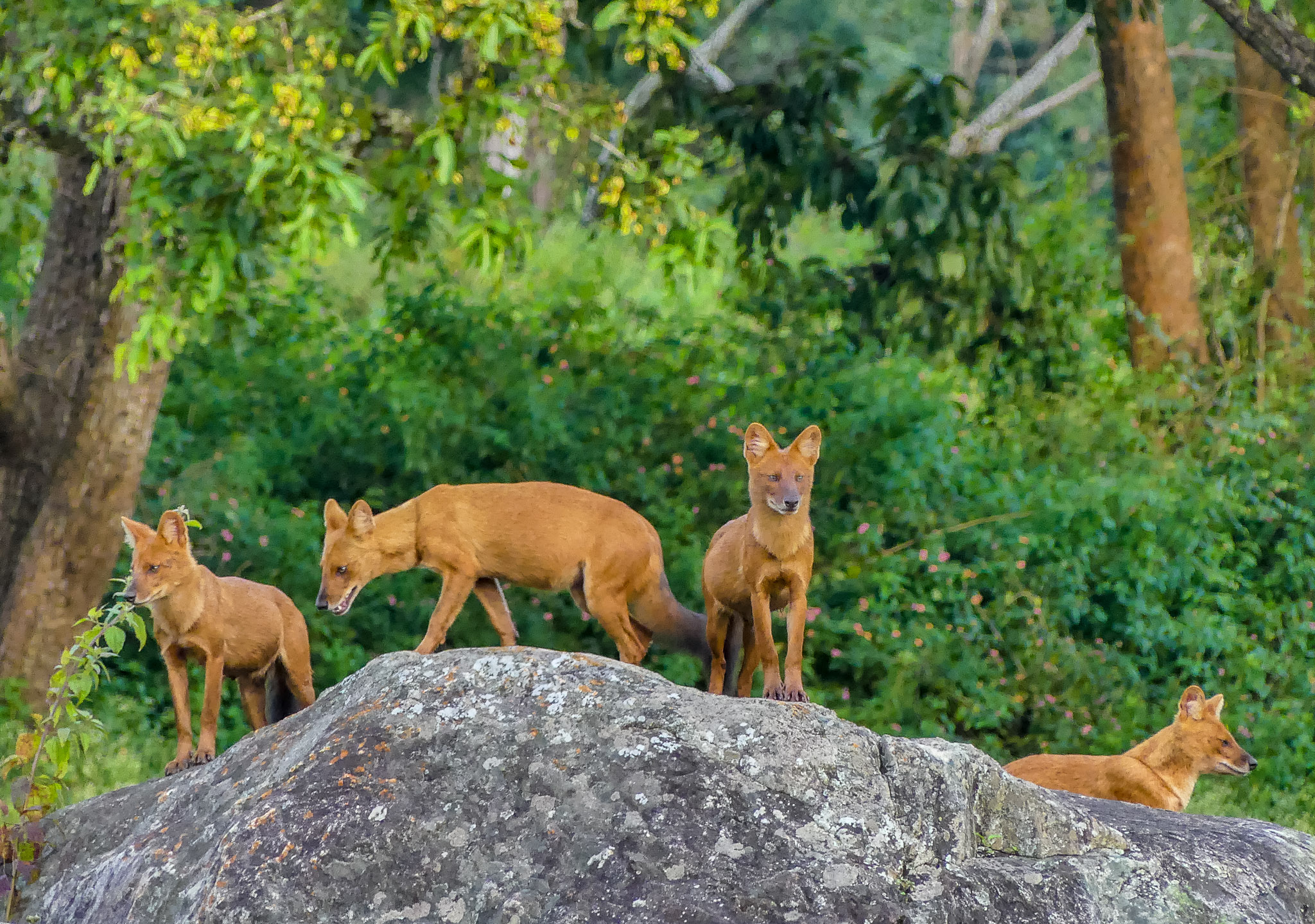
پایش سگ وحشی آسیایی برای آگاهی از وضعیت حفاظتی آن بسیار مهم است. پژوهش‌های بیشتری در بیابان چین مورد نیاز است.